# Martín Campaña
Martín Campaña, vollständiger Name Martín Nicolás Campaña Delgado (* 29. Mai 1989 in Montevideo oder Maldonado, Uruguay) ist ein uruguayischer Fußballtorhüter, der aktuell bei al-Batin unter Vertrag steht.

## Karriere

### Verein
Der nach Angaben seines Vereins 1,87 Meter große Torwart begann seine Laufbahn 2005 in der Reservemannschaft (Formativas) von Defensor Sporting. In der Spielzeit 2006/07 spielte er für den seinerzeitigen Zweitligisten Deportivo Maldonado. Anschließend wechselte er ins benachbarte San Carlos und schloss sich für die Saison 2007/08 dem Ligakonkurrenten Atenas an. Dem folgte eine 2008 beginnende erste Station beim Cerro Largo FC. In seiner ersten Spielzeit kam er dort zu acht Einsätzen in der Primera División. Sein Verein belegte den zwölften Rang der Gesamtabschlusstabelle. Die zweite Saison, in der er 24 Erstligapartien bestritt, endete für Cerro Largo mit dem Abstieg. Campaña selbst hielt jedoch die Klasse, da er in der Saison 2010/11 an den montevideanischen Erstligisten Racing ausgeliehen wurde. Er kehrte nach dem unmittelbaren Wiederaufstieg Cerro Largos 2012 in den Nordosten Uruguays zurück und belegte als Stammtorwart seines Clubs mit diesem in der anschließenden Saison den vierten Platz der Abschlusstabelle. Campaña steht auch in der Saison 2012/13 im Kader Cerro Largos und lief in der Apertura 2012 14-mal auf. Lediglich in der Partie gegen den Liverpool FC vertrat ihn Ersatztorhüter Alvaro Marcelo García. Zur Clausura kehrte der Montevideaner auf Leihbasis für sechs Monate zum Ligakonkurrenten Defensor Sporting, dem Ausgangspunkt seiner Karriere, zurück. Dort konnte er sich schließlich gegen Yonatan Irrazábal durchsetzen und absolvierte bis elf Rückrundenspiele und das Meisterschaftsfinale. Damit trug er zu Defensors Sieg in der Wertung der Clausura 2013 bei und wurde schließlich Vizemeister. Auch in der Spielzeit 2013/14 stand er in 26 Ligaspielen im Tor der Montevideaner. In der Copa Libertadores 2014, bei der sein Verein erst in den Halbfinalspielen scheiterte, hütete er zwölfmal das Tor. In der Saison 2014/15 wurde er in 29 Erstligaspielen eingesetzt. Während der Apertura 2015 kam er in 15 weiteren Partien der Primera División zum Einsatz. Im Januar 2016 lieh ihn Defensor für 18 Monate mit Kaufoption (800.000 Dollar für 80 Prozent der Transferrechte) an den argentinischen Verein CA Independiente aus, für den er 40-mal in der Liga und viermal in der Copa Argentina sowie sechsmal in der Copa Sudamericana auflief.
Nach Ablauf der 18 Monaten wurde die Kaufoption für Campaña gezogen. 2017 absolvierte er 15 Ligaspiele sowie mehrere Partien in den Wettbewerben Copa Libertadores, Copa Sudamericana sowie Recopa Sudamericana. Die Copa Sudamericana konnte er mit seinem Team im Finale gegen Flamengo Rio de Janeiro gewinnen. In der Folgesaison war er Kapitän der Mannschaft, spielte wettbewerbsübergreifend 36 Mal und konnte den Supercup gegen Cerezo Osaka gewinnen. 2018/19 war er weiterhin erster Torwart und spielte insgesamt 38 Mal. Auch in der darauffolgenden Saison war er immer noch gesetzt und spielte 26 Spiele.
Zur Saison 2020/21 wechselte er nach Saudi-Arabien zu al-Batin. Gegen al-Raed debütierte er am 29. Oktober 2020 (3. Spieltag), als sein Team mit 2:1 gewann.

### Nationalmannschaft
Campaña gehörte der U-20-Nationalmannschaft Uruguays an, in der er unter Trainer Diego Aguirre am 1. Dezember 2007 beim 1:0-Sieg über die USA debütierte. Insgesamt absolvierte er in dieser Altersklasse zwei Länderspiele. Mit der Auswahl nahm er an der U-20-Fußball-Weltmeisterschaft 2009 in Ägypten teil, in der man im Achtelfinale mit 1:3 an der brasilianischen Auswahl scheiterte. Bei den Olympischen Sommerspielen 2012 gehörte er als Stammtorhüter dem uruguayischen Aufgebot an, das dort jedoch bereits in der Gruppenphase scheiterte. Für die Olympiaauswahl hütete er seit seinem Debüt am 25. April 2012 insgesamt sechsmal das Tor der Celeste.
Im November 2014 wurde er als Ersatz für den verletzten Rodrigo Muñoz erstmals für die Freundschaftsländerspiele gegen Costa Rica und Chile in die A-Nationalmannschaft berufen. Er debütierte unter Trainer Óscar Tabárez am 27. Mai 2016 im Freundschaftsspiel gegen Trinidad und Tobago, als er in der 80. Spielminute für Martín Silva eingewechselt wurde. Danach kam er noch in ein paar weiteren Spielen zum Einsatz und entwickelte sich 2019 und 2020 zum Stammtorhüter der A-Nationalmannschaft.
Campaña war Teil des Kaders bei der Copa América 2021, verlor jedoch seinen Stammplatz an Fernando Muslera und bestritt keine Spiele.

### Erfolge
- Sieger Torneo Clausura 2013 (Uruguay)
- Copa Sudamericana: 2017
- J. League Cup / Copa Sudamericana Supercup: 2018